# Cristinești
Cristinești est une commune roumaine située dans le județ de Botoșani.